# Keiko Maedaová
Keiko Maeda (provd. Tešima) (japonsky 前田 桂子), (* 25. března 1980 Takasago, Japonsko) je bývalá reprezentantka Japonska v judu.

## Sportovní kariéra
Začínala se softballem. Judo jí zaujalo ve 12 letech při sledování kresleného seriálu Yawara!. Ještě jako juniorka se prosadila do nominace na seniorské mistrovství světa v roce 1999 a vybojovala první místo. V roce 2000 však přišel propadák v prvním kole na olympijských hrách v Sydney, po kterém se již na velký mezinárodní podnik nepodívala. V roce 2005 se vdala a ukončila sportovní kariéru.

## Výsledky

### Váhové kategorie
| Olympijské hry    |    |    | úč. |
| Mistrovství světa |    | 1. |     |
| Mistrovství Asie  |    | —  | 3.  |
| MS juniorů        | 1. |    |     |